# Дашдаваагийн Амартувшин
Дашдаваагийн Амартувшин (монг. Дашдаваагийн Амартувшин; род. 15 декабря 1987, Монголия) — монгольский самбист и дзюдоист, победитель и призёр международных турниров по самбо и дзюдо, чемпион (2010), серебряный (2016, 2020) и бронзовый (2017, 2018) призёр чемпионатов Монголии по дзюдо, серебряный призёр чемпионата мира по дзюдо 2013 года в Рио-де-Жанейро, бронзовый призёр чемпионата мира 2011 года в Вильнюсе, участник соревнований по дзюдо летних Олимпийских игр 2020 года в Токио, Заслуженный спортсмен Монголии. По самбо выступал в лёгкой весовой категории (до 62 кг).
На Олимпиаде выступал в весовой категории до 60 кг. Монгол в первой же схватке уступил представителю Нидерландов Торнике Цакадоэа и выбыл из борьбы за медали.

## Чемпионаты Монголии
- Чемпионат Монголии по дзюдо 2010 — ;
- Чемпионат Монголии по дзюдо 2016 — ;
- Чемпионат Монголии по дзюдо 2017 — ;
- Чемпионат Монголии по дзюдо 2018 — ;
- Чемпионат Монголии по дзюдо 2020 — ;